# Konyharegény (album)
A Konyharegény a Hiperkarma együttes 2014-ben megjelent harmadik nagylemeze.

## Az album dalai
1. Konyharegény
2. Új
3. Látogatók
4. Tesséklássék
5. Vagy/vagy
6. Szerinted?
7. Semelyikedik
8. Vissza
9. Pont
10. Senkitöbbet
11. Vicces
12. Konyharegény (mix)